# Mikroregion Paraibuna e Paraitinga

Mikroregion Paraibuna e Paraitinga

Mikroregion Paraibuna e Paraitinga – mikroregion w brazylijskim stanie São Paulo należący do mezoregionu Vale do Paraíba Paulista. Ma 4.425,9 km² powierzchni.

## Gminy
- Cunha
- Jambeiro
- Lagoinha
- Natividade da Serra
- Paraibuna
- Redenção da Serra
- São Luiz do Paraitinga